# Сирликала
Сирликала́ (каз. Сырлықала) — село у складі Аксуської міської адміністрації Павлодарської області Казахстану. Входить до складу сільського округу імені Мамаїта Омарова.
Населення — 154 особи (2021; 190 у 2009, 224 у 1999, 205 у 1989).
Національний склад станом на 1989 рік:
- казахи — 100 %